# Storie d'amore proibite (Il cavaliere e la zarina)
Storie d'amore proibite (Il cavaliere e la zarina) (Le secret du Chevalier d'Éon) è un film del 1959 diretto da Jacqueline Audry.

## Trama
Per non perdere l'eredità di un vecchio zio, il cavaliere D'Eon fa passare la figlia Geneviève per un maschio, chiamato Charles, che da adulta si arruola nel reggimento dei dragoni di Luigi XV. Per un caso fortuito, Charles salva la vita della contessa di Monval, agente segreto del re Luigi XV, in possesso di un documento importante che potrebbe cambiare le relazioni diplomatiche tra la Russia e la Prussia.
A seguito di questo episodio, il re invia Geneviève in Russia presso la zarina Elisabetta, per cercare di impedire l'alleanza con la Prussia. In questa occasione, il dragone indosserà abiti femminili, per entrare più facilmente nel palazzo imperiale di Pietroburgo. La accompagnerà Bernard de Turquet, ufficiale superiore dei dragoni, travestito da cocchiere. Bernard, di cui Geneviève è sempre stata innamorata, durante il viaggio scopre che il cavaliere d'Éon è davvero una donna, ma decide di stare al gioco. Solo quando la damigella è in difficoltà, il giovane interviene e consegna egli stesso il documento alla zarina. 
Quando quest'ultima legge il contenuto del documento, la situazione precipita e la zarina annuncia la decisione di firmare un'alleanza con la Francia. La missione quindi è compiuta e Geneviève e Bernard possono ripartire felici.

## Produzione
Le riprese degli esterni iniziarono il 2 febbraio 1959 a Belgrado ; poi alla Reggia di Caserta; gli interni a Parigi.
Del ruolo da lei interpretato, Isa Miranda ebbe a dire:

## Censura
La Commissione di revisione cinematografica approvò il rilascio del visto censura soltanto dopo l'effettuazione di due modifiche:
1. Nella conversazione tra i dragoni, fu eliminata la battuta «Le abbiamo violate con il loro consenso»;
2. Eliminata la scena nella quale il comandante dei dragoni appare in intimità con la cameriera nella stanza dell'albergo.

## Critica
(La Stampa, 8 dicembre 1959)